# Agelas dendromorpha
Agelas dendromorpha är en svampdjursart som beskrevs av Claude Lévi 1993. Agelas dendromorpha ingår i släktet Agelas och familjen Agelasidae.
Artens utbredningsområde är Nya Kaledonien. Inga underarter finns listade i Catalogue of Life.